# 政治学院 (越南国防部)
政治学院，是越南国防部所辖培训越南人民军的中级政工军官的军事院校。

## 历史
1951年7月，总军事委员会决定建立“越南人民军政治学校”。1951年8月28日，首批学员班在太原省定化县Phượng Tiến乡Nà Lang村开学。胡志明在1951年10月25日、1952年3月、1953年5月三次来校视察。
1956年6月更名为“越南人民军政治理论学校”，迁入河内巴亭郡。1958年3月更名为“越南人民军高等中央政治学校”。1961年3月更名为“越南人民军军事学院政治系”。
随着抗美救国战争美军全面轰炸北越，学院四处迁徙：1965年2月迁入河西省石室县Ngọc Tảo社。1965年4月迁入谅山市。1965年5月更名为“政治学院”。1965年8月迁入北江省新安县与太原省富平县、普安县。1966年4月迁入永福省安乐县。1969年迁入河内市東英縣、永福省安朗县、太原省普安县。
1977年迁入河西省河东市社。1982年2月更名为“军事政治学院”。1996年迁入北宁省北寧市社。2008年11月更名为“政治学院”，迁入河内市河東郡。 

## 机构设置
直属机构：
1. 院办公室
2. 后勤技术部
3. 研究生部
4. 政治部
5. 训练部
6. 军事科学部
7. 通信部
8. 财务部
9. 考试办
10. 《军事政治理论教育杂志》
11. 社会科学与人文科学研究所

训练部下辖：
1. 马列哲学科
2. 历史科
3. 党的工作与政治工作科
4. 战略战役科
5. 政治经济学科
6. 军事历史科
7. 科学社会主义科
8. 军队勤务科
9. 军种科
10. 外语科
11. 军事心理学科
12. 军事教育科
13. 胡志明思想科
14. 国家与法律科

学员管理系统：
1. 陆军系
2. 社会科学与人文科学系
3. 短训系
4. 外军系
5. 群众政委教育与边防部队系
6. 研究生系
7. 国防安全见识培养系

主要任务：
- 基础培训陆军、防空空军、海军、边防部队的师政级委；
- 培训人文与社会科学师资；
- 短训团级政工干部；
- 培训皇家柬埔寨军队高级军官；
- 开设8个博士硕士方向：哲学、政治经济学、社会科学、心理学、党史、党建、教育法、教育行政管理。
- 培训老挝人民军团级政治军官；
- 培训老挝人民军社会科学师资。